# Nyodes marmorata
Nyodes marmorata är en fjärilsart som beskrevs av Emilio Berio 1970. Nyodes marmorata ingår i släktet Nyodes och familjen nattflyn. Inga underarter finns listade i Catalogue of Life.